# Fator de crescimento semelhante à insulina tipo 1
Fator de crescimento semelhante à insulina tipo 1,  somatomedina C ou IGF-1 é uma proteína produzida no fígado em resposta ao hormônio de crescimento (GH) com papel importante no crescimento, desenvolvimento da musculatura, diminui os níveis de glicose no sangue, reduz os níveis de gordura corporal, altera a oxidação lipídica e aumenta a síntese de proteínas.

## Função
Em humanos, o GH e enquanto o IGF-I desencadeia o aumento da oxidação lipídica apenas cronicamente. Enquanto as ações sobre o crescimento são tempo limitado, as ações metabólicas e cardiovasculares do eixo GH/IGF-I perduram durante toda a vida.
Apesar de muito similar à insulina, enquanto o receptor de insulina é altamente comum no fígado e tecido adiposo branco em adultos, o receptor de IGF-I é raro nesses locais, sendo mais comum no músculo esquelético, onde estimula a diferenciação celular.

## Uso terapeutico
Análogos sintéticos da IGF-1, como a mecassermina, podem ser utilizados para o tratamento de atraso no crescimento e podem retardar processos neurodegenerativos como mal de Alzheimer.

## Patologias
Um alto nível de IGF-1 aumenta o risco de câncer, diabetes e aceleram o envelhecimento.
Incapacidade de produzir IGF-1 causa um menor crescimento e tendência a obesidade em crianças e adolescentes, popularmente conhecido como nanismo.